# نیروهای کره ایالات متحده
نیروهای کره ایالات متحده (انگلیسی: United States Forces Korea) یگان فرماندهی یکپارچه رزمی زیرمجموعه فرماندهی اقیانوس هند-آرام ایالات متحده آمریکا مستقر در کره جنوبی است، که فعالیت خود را از سال ۱۹۵۷ آغاز کرد.
این سازمان شامل نیروها و واحدهای رزمی آماده به رزم ایالات متحده تحت فرماندهی نیروهای ترکیبی کره جنوبی/ایالات متحده می‌شود، که یک فرماندهی عالی برای تمام فرماندهی‌های واحدهای زمینی، هوایی، دریایی و عملیات ویژه کره جنوبی و ایالات متحده است. عناصر اصلی نیروهای کره ایالات متحده شامل ارتش هشتم ایالات متحده، نیروهای هوایی ایالات متحده کره (نیروی هوایی هفتم)، نیروهای دریایی ایالات متحده کره، نیروهای تفنگداران دریایی ایالات متحده کره و فرماندهی عملیات ویژه ایالات متحده کره هستند.
ماموریت نیروهای کره ایالات متحده پشتیبانی از فرماندهی سازمان ملل متحد و فرماندهی نیروهای ترکیبی با هماهنگی و برنامه‌ریزی بین فرماندهی‌های واحدهای ایالات متحده و اعمال کنترل عملیاتی نیروهای ایالات متحده طبق دستور فرماندهی هند و اقیانوسیه ایالات متحده است. علاوه بر این، نیروهای کره ایالات متحده مسئول سازماندهی، آموزش و تجهیز نیروهای آمریکایی در شبه جزیره کره و همچنین اجرای وظایف فرعی مانند عملیات تخلیه غیر رزمی است.
حضور نظامی ایالات متحده در کره جنوبی گسترده است، که شامل حداقل ۲۴۲۳۴ سرباز فعال، ملوان، نیروی هوایی و تفنگدار دریایی، همچنین ۹ پایگاه اصلی می‌شود.